# Kit
För andra betydelser, se Kit (olika betydelser).
Kit är ett könsneutralt förnamn.31 december 2022 bars namnet av 178 män varav 75 bar det som förnamn. Namnet bars vid samma tidpunkt av 136 kvinnor varav 83 bar det som Tilltalsnamn.”Sök på namn – Hur många heter ...?”. Statistiska Centralbyrån. https://www.scb.se/hitta-statistik/sverige-i-siffror/namnsok/Search/?nameSearchInput=Kit. Läst 23 augusti 2023. Flest bär namnet i Stockholm, där 29 män och 28 kvinnor hade namnet under samma period.